# Silbersee (Pferd)
Silbersee (* 23. Mai 1973) war ein französischer Schimmel-Hengst der Rasse Selle Français. Er wurde in der  Holsteiner Pferdezucht als Deckhengst eingesetzt und war in den 1980er Jahren eines der erfolgreichsten Springpferde der Welt. Markenzeichen dieses Hengstes war das häufige Auskeilen mit den Hinterläufen zwischen den einzelnen Hindernissen.
Silbersee wurde 1976 in Holstein gekört. Bei der Hengstleistungsprüfung präsentierte er sich jedoch schlecht, den 100-Tage-Test bestand er nur knapp und beim Springen widersetzte er sich völlig. Trotzdem stellte ihn der Holsteiner Verband auf die Hengststation Siethwende bei Elmshorn, aber kaum ein Züchter wollte den Hengst einsetzen. Dies sollte sich ändern, nachdem er zu Michael Rüping unter den Sattel gekommen und schon 1982 mit zwölf gewonnenen S-Springen der erfolgreichste Hengst im deutschen Turniersport war. 1984 kostete sein international begehrtes Tiefgefriersperma 1000 DM. Sein Reiter Michael Rüping nannte Silbersee einen „Individualisten“, dessen Eigenschaften, die ihn zu einem hervorragenden Springpferd machten, immer mehr zu Tage traten, je mehr er seine Eigenarten erkannte und auf sie einging. 
1983 hatte Silbersee als Springpferd schon eine Summe von 142.400 DM gewonnen. 1985 war er Deutscher Meister und Sieger im Großen Preis von Aachen, 1987 gewann er das Deutsche Spring Derby in Hamburg und wurde von den Lesern der Reiter Revue zum Pferd des Jahres gewählt. Bald danach wurde er nach Schweden verkauft.
Über seinen Sohn Silvester ist er Großvater des Holsteiner Dressurhengstes Silvano, der mit seiner niederländischen Reiterin Ellen Bontje bei den Olympischen Spielen 2000 in Sydney Silber in der Mannschaftswertung gewann.

## Erfolge als Springpferd
- 1985: Sieger im Großen Preis von Aachen
- 1985: Deutscher Meister
- 1987: Sieger beim Springderby in Hamburg Klein-Flottbek